# Reproducción asistida en el cristianismo
Reproducción asistida en el cristianismo se refiere a la posición oficial de la Iglesia católica y las Iglesias protestantes sobre las técnicas de tratamiento de la esterilidad o infertilidad que conllevan una manipulación artificial de gametos, como la inseminación artificial, fecundación in vitro y transferencia de embriones.

## Posición de la Iglesia católica
La Iglesia católica se opone a los métodos de reproducción asistida que sustituyen el acto conyugal o lo violan con la presencia de terceros al matrimonio, desmereciendo su naturaleza unitiva y creadora. Para la Iglesia, estos actos comportan un modo no humano, no natural e incompatible con la dignidad del nuevo ser concebido.
Sin embargo, la Iglesia no se opone a todo método que se proponga ayudar a los esposos a concebir un hijo. Según la Instrucción Dignitaes Personae, publicado en 2008 por la Congregación para la Doctrina de la Fe: "Son en cambio admisibles las técnicas que se configuran como una ayuda al acto conyugal y a su fecundidad. La Instrucción Donum vitæ se expresa en este modo: «El médico está al servicio de la persona y de la procreación humana: no le corresponde la facultad de disponer o decidir sobre ellas. El acto médico es respetuoso de la dignidad de las personas cuando se dirige a ayudar al acto conyugal, ya sea para facilitar su realización, o para que el acto normalmente realizado consiga su fin».  http://www.vatican.va/roman_curia/congregations/cfaith/documents/rc_con_cfaith_doc_20081208_dignitas-personae_sp.html
Por eso se plantea como objetivo intervenir con leyes en el campo de la fecundación artificial, para contrarrestar la permisividad actual.
Las enseñanzas de la Iglesia sobre la fecundación artificial dejan bien claro que el método técnico utilizado no puede sustituir al acto conyugal. La Iglesia lo condena: la «fecundación heteróloga es el adulterio en probeta».
La Iglesia rechaza estas técnicas de fecundación por considerarlas contrarias a la moral ya que intervienen la masturbación y la fecundación artificial. El papa Pío XII fue uno de los primeros en condenarlas por inmorales.
Desde 1949 el Papa Pío XII condenó la inseminación artificial y en 1956 la fecundación in vitro. También la donación de esperma.
Para el papa Benedicto XVI el don de la vida humana debe realizarse en el matrimonio mediante los actos específicos y exclusivos de los esposos, de acuerdo con las leyes inscriptas en sus personas y en su unión.
El fuerte rechazo de la Iglesia llevó a que algunos curas rechazaran otorgar el sacramento del bautismo a niños nacidos mediante el uso de la reproducción asistida aduciendo que la Iglesia no admite que se administre el bautismo en estos casos.
El matrimonio no confiere a los cónyuges el derecho a tener un hijo, sino solamente el derecho a realizar los actos naturales que de suyo se ordenan a la procreación. Es moralmente ilícita la fecundación de una mujer casada con el esperma de un donador distinto de su marido. La fecundación artificial heteróloga es contraria a la unidad del matrimonio, a la dignidad de los esposos, a la vocación propia de los padres y al derecho de los hijos a ser concebidos y traídos al mundo en el matrimonio y por el matrimonio. El recurso al esperma de una tercera persona constituye una violación del compromiso recíproco de los esposos y una falta grave contra aquella propiedad esencial del matrimonio que es la unidad pues priva a la fecundidad conyugal de su unidad y de su integridad. Constituye una ofensa a la vocación común de los esposos a la paternidad y a la maternidad. Pero la inseminación artificial homóloga (con semen del propio marido) dentro del matrimonio tampoco es admitida.
La inseminación intrauterina es aceptable si el semen se recolecta mediante relaciones sexuales, pero todas aquellas actividades que impliquen a una tercera persona están prohibidas. Además, la iglesia católica entiende que el ser humano debe ser respetado y protegido desde sus primeros segundos de existencia por lo que cigoto, preembrión, embrión y feto son considerados personas con todo lo que ello conlleva. En definitiva, desaprueban enérgicamente la investigación con embriones, la crioconservación y el aborto.
El Papa Pablo VI dijo en Humanae Vitae:

El acto conyugal significa no sólo el amor, sino también la fecundidad potencial, y por esto no puede ser privado de su pleno y adecuado significado mediante intervenciones artificiales.
Catequesis del 22 de agosto de 1984

El cardenal arzobispo de Sevilla, Carlos Amigo Vallejo, en referencia a la aprobación en el Congreso de los Diputados de la Ley de Técnicas de Reproducción Humana Asistida en 2006, había dicho el 16 de febrero de 2006 que «hay algunas cosas que desde la conciencia cristiana no se pueden aceptar». La Conferencia Episcopal española había animado a los diputados católicos españoles a no apoyar esa ley con su voto.

## Iglesias Protestantes
En 1997, el organismo European Ecumenical Commission for Church and Society, formado por iglesias protestantes, anglicanas y ortodoxas, señaló en un comunicado que entre sus miembros existían discrepancias en torno al tema de la reproducción asistida. El documento ponía el acento en la conciencia individual y la responsabilidad personal al decir: «Resulta difícil hablar de una única postura de las iglesias que integran la comisión. De hecho, observamos una pluralidad de posiciones».
Muchas iglesias cristianas nacidas de la Reforma aceptan la donación de gametos siempre y cuando se realicen en parejas casadas heterosexuales (Junquera, 1998).
En 1983, el obispo Hugh Montefiore, perteneciente a la Iglesia Anglicana de Inglaterra preparó un escrito sobre la inseminación artificial con donación de esperma que examina la actitud de la Iglesia a lo largo del tiempo en torno a esa cuestión. El documento muestra cómo la visión de la Iglesia ha ido cambiando con el tiempo. Según el obispo no todo el mundo en la iglesia anglicana ve actualmente la inseminación artificial con donación de semen como una intrusión violatoria de la integridad matrimonial ni como un acto de adulterio, dado que no hay encuentro físico y el esperma donado por un tercero no es más que un simple agente fertilizante. A la Iglesia le interesa especialmente que el estado se ocupe de regular la investigación y el control de los servicios y clínicas de fertilidad asistida para evitar los abusos en las clínicas privadas que son operados con fines comerciales. Esta iglesia acepta la fecundación in vitro y la inseminación artificial de todo tipo pero no reconoce la maternidad subrogada.

## Evangélicos
Algunas iglesias evangélicas consideran que no existe impedimento moral alguno para utilizar la reproducción asistida. Aunque algunas iglesias consideran a la donación de esperma un tipo de adulterio los evangélicos consideran que el hecho de que un esposo varón reconozca sus propias limitaciones físicas y busque brindarle a su esposa la felicidad de la maternidad no es un acto carente de amor y lo comparan con un bebé adoptado que no tiene carga genética alguna de los cónyuges.
Reconocen la legitimidad de la reproducción asistida de todo tipo dentro del matrimonio pero la rechazan en el caso de la mujer que desea un proceso de gestación sola o en el caso de una pareja de lesbianas que desean tener un hijo al que procrear porque lo consideran un acto de egoísmo ya que se está privando al bebé de manera consciente del entorno saludable de la presencia de ambos padres. Rechazan cualquier situación de fecundación asistida que requiera la destrucción de embriones sean estos o no congelados por atentar contra la dignidad de la vida del embrión.
En noviembre de 1997 el Sínodo General declaró que los niños son un regalo de Dios en la creación y que el bienestar de cualquier niño creado por la donación de parte de terceros de óvulos o esperma es de suma importancia, incluyendo la necesidad del niño de un padre por lo que aceptan la donación de esperma sólo dentro de un matrimonio heterosexual ya que afirman que el matrimonio es el contexto ideal para la procreación y la crianza de los hijos.
La Iglesia Anglicana de Inglaterra considera de suma importancia que la verdad sobre el origen de los niños nacidos por gametos donados y su identidad genética y sugieren manejarse de la misma manera que se hace en la adopción de niños. También se oponen a cualquier tipo de pago o comercialización de los gametos.

## Iglesia anglicana
La iglesia anglicana no confiere un estatus moral al embrión pues considera que un estatus moral solo debe otorgarse a un individuo con personalidad bien establecida. Por esta razón, permiten la mayoría de las técnicas de reproducción asistida (IIU, FIV, ICSI, etc.), aunque la donación de gametos por parte de terceros ha sido aceptada recientemente. Con respecto a esto último, la iglesia también declaró que los anglicanos individuales pueden decidir no utilizar gametos de donantes si así lo creen conveniente.
A pesar de esto, mostraron gran preocupación a la hora de ofrecer tratamientos de fertilidad a mujeres solteras y parejas homosexuales. De hecho, intentaron impedirlo mediante la proposición de una enmienda en la cámara de los lores británica, pero no llegó a ejecutarse.

## Iglesia ortodoxa
La iglesia ortodoxa no es tan estricta como la iglesia católica en cuanto a la reproducción asistida. De hecho, permite el tratamiento médico y quirúrgico de la infertilidad, incluyendo el uso de técnicas como la inseminación intrauterina con el esperma del marido. No obstante, no acepta la fecundación in vitro, la maternidad subrogada, la inseminación con semen de donantes ni la donación de óvulos.
De hecho, sugiere la adopción como primera alternativa para aquellas parejas con problemas de esterilidad, pero acepta las técnicas de fertilización que no involucren embriones excedentes, donación de embriones o destrucción de éstos.

## Testigos de Jehová
Para los testigos de Jehová el sentir de Dios al respecto se deja ver en Levítico 18:20: «No debes dar tu emisión como semen a la esposa de tu asociado, para hacerte inmundo por ello». El principio que subyace tras este decreto bíblico es el siguiente: la única receptora del semen de un hombre debe ser su esposa y ésta solo puede dar a luz hijos de él, por lo tanto las facultades reproductivas no pueden estar al servicio de alguien que no sea el cónyuge. Rechazan la maternidad subrogada así como todo procedimiento con espermatozoides, óvulos o embriones donados del mismo modo que no aceptan las transfusiónes de sangre.